# Гуадалупе Вікторія
Хосе Мігель Рамон Адаукто Фернандес-і-Фелікс (ісп. José Miguel Ramón Adaucto Fernández y Félix, більш відомий як Гуадалупе Вікторія ісп. Guadalupe Victoria; 29 вересня 1786, Тамасула-де-Вікторія, штат Дуранго — 21 березня 1843, Пероте, штат Веракрус) — мексиканський політичний діяч, учасник війни за незалежність від Іспанії, згодом став першим президентом мексиканської республіки (10 жовтня 1824 року — 1 квітня 1829 року). Національний герой Мексики.
Гуадалупе Вікторія взяв ім'я на честь покровительки Мексики Діви Марії Гваделупської і перемоги (victoria).

## Участь у війні за незалежність
Гуадалупе Вікторія народився 29 вересня 1786 року в містечку Тамасула (згодом перейменованому на Тамасула-де-Вікторія на його честь), в сім'ї Мануела Фернандеса і Алехандри Фелікс. Навчався в семінарії в Дуранго, потім вивчав право в Коледжі св. Ідельфонсо в Мехіко. 1811 року, після заклику Мігелем Ідальго до боротьби проти іспанського панування, залишив навчання і вступив до лав революційних повстанців. В ході війни за незалежність бився під керівництвом Хосе Марії Морелоса. 25 листопада 1812 року під час військових дій в Оахаці проявив героїзм, кинувшись в атаку на армію роялістів і ведучи за собою революційні війська. Незабаром повстанці завдали поразки противникові. Завдяки цьому Гуадалупе Вікторія був призначений командиром повстанського загону в Веракрусі. 1814 року Чильпасінзький конгрес призначив його бригадним генералом. 1815 році він зазнав своєї першої значної поразки. 1816 року, коли в Нову Іспанію прибув новий віце-король Хуан Руїс де Аподака, Гвадалупе Вікторія атакував його ескорт на шляху до столиці і мало не захопив віце-короля в полон.
Війська майбутнього президента контролювали штат Веракрус до свого розгрому в 1817 році.
Після цього район його дій звівся до вузької смуги між узбережжям на північ від порту Веракрус і горами Уатуско, де він зазнав наполегливих переслідувань і був вимушений переховуватися в сельві (де в нього виявилася епілепсія) до оприлюднення в 1821 році «Ігуальського плану» (ісп. Plan de Iguala, від назви міста Ігуала), або «Плану трьох гарантій», проголошеного Аґустіном де Ітурбіде. і Вісенте Герреро. Ітурбіде бачив у закоренілому повстанці небезпеку для своїх планів і не бажав його участі в уряді. Більше того, він навіть не дозволив йому брати участь в урочистому параді, що відбувся 27 вересня в столиці країни.
Після здобуття Мексикою незалежності й утворення Першої мексиканської імперії на чолі з Ітурбіде. Вікторія продовжував публічно висловлювати свої республіканські ідеї, внаслідок чого був заарештований. Однак йому вдалося втекти і повернутися в сельву. В грудні 1822 року Антоніо Лопес де Санта-Анна і Гуадалупе Вікторія підписали «План Каса-Мата», що скасовував монархію і встановлював республіку.

## Президентство
Вікторія присвятив себе створенню федеральної республіки і був обраний до урядового тріумвірату разом з Ніколас Браво і Педро Селестіно Негрете, який діяв від 31 березня 1823 року до 10 жовтня 1824. Вікторія був змушений перервати роботу в липні 1824 року, оскільки він очолював веракруські війська, що билися з іспанцями, які сховалися у форті Сан-Хуан-де-Улуа. 1824 року був делегований від Дуранго на Конгрес, який прийняв першу конституцію незалежної Мексики і потім 2 жовтня обрав його першим президентом країни. 10 жовтня 1824 року Вікторія зайняв президентський пост.
Його уряд зразу ж зіткнувся з серйозними труднощами, оскільки війна за незалежність залишила країну в руїнах, з «роздутою» армією і успадкованою від колоніального режиму бюрократією. Проте, його головними рішеннями були: централізація державних фінансів; скасування рабства; сприяння діяльності «Ланкастерського товариства», яке займалося просвітою; встановлення дипломатичних відносин з Великою Британією, США, Сполученими Провінціями Центральної Америки і Великою Колумбією; утворення мексиканського військово-морського флоту, що допомогло досягти повної перемоги республіки.
Гуадалупе Вікторія проводив політику примирення, залучаючи до роботи представників різних політичних таборів. Попри це, на поверхню вийшли старі конфлікти. Перед лицем релігійної нетерпимості він відстоював свободу слова і друку, проголошену в конституції, якої він скрупульозно дотримувався. Протистояв аристократичній «шотландській ложі» і ліберальній «йоркській ложі», які намагалися впливати на його уряд: одна домагалася привілеїв для англійських інвестицій і збереження колоніальних порядків, інша — для американських. З іншого боку іспаністи спровокували повстання Хоакіна Аренаса, яке викликало хвилю обурення проти заможних іспанців, що підтримали його. Крім того, існувала небезпека іспанського вторгнення.
1827 року віце-президент Ніколас Браво очолив повстання проти республіканського уряду, проте воно було легко придушене генералами Санта-Анною і Герреро. 1828 року Браво був схоплений і висланий в Еквадор.

## Останні роки життя
1829 року конгрес назвав президентом Вісенте Герреро, якому Вікторія передав владу 1 квітня 1829 і виїхав на асьєнду «Ель Хобо» у Веракрусі.
Згодом він кілька разів брав участь в примирних місіях.
Він помер 21 березня 1843 року в Тенансінго від епілепсії внаслідок важкої і тривалої хвороби. 25 серпня того ж року Конгрес оголосив його Героєм Вітчизни. Ім'я Гуадалупе Вікторії золотими літерами викарбувано в Палаті депутатів, а останки спочивають біля основи Колони Незалежності на Пасео-де-ла-Реформа.